# Johannes Dümichen
Johannes Dümichen, född 1833, död 1894, var en tysk egyptolog.
Dümichen var professor i Strassburg från 1872, och företog 1862–1865, 1868 och 1875 resor i Egypten och Nubien och studerade särskilt templen i Dendera och Edfu ptoleméer- och romartidens inskrifter. Dümichen lämnade även bidrag till fornegyptisk geografi och kronologi.